# تسوکاسا دوکیته
تسوکاسا دوکیته (انگلیسی: Tsukasa Dokite؛ زادهٔ ۶ فوریهٔ ۱۹۶۰) پویانما اهل ژاپن است.